# Parafia św. Marcina w Wiewcu
Parafia św. Marcina w Wiewcu – parafia rzymskokatolicka, znajdująca się w archidiecezji częstochowskiej, w dekanacie Brzeźnica nad Wartą.